# Ceramica di Caltagirone

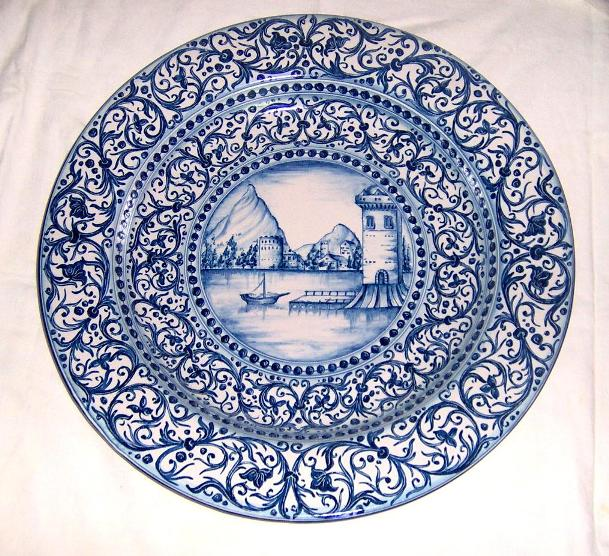
Fangotto in ceramica

La Ceramica di Caltagirone è un tipo di ceramica elaborata nell'omonimo centro. È una delle più conosciute d'Italia, nonché una delle più documentate e stilisticamente variegate.
Le sue conoscenze storiche su quella medievale e moderna, al pari di quelle sugli altri centri isolani, si basano sulle ricerche recenti fatte nell'ambito della creazione del Museo della Ceramica, prima in seno alla locale Scuola di Ceramica e poi in sede propria sotto l'egida dello stato e della Regione Siciliana.

## Storia

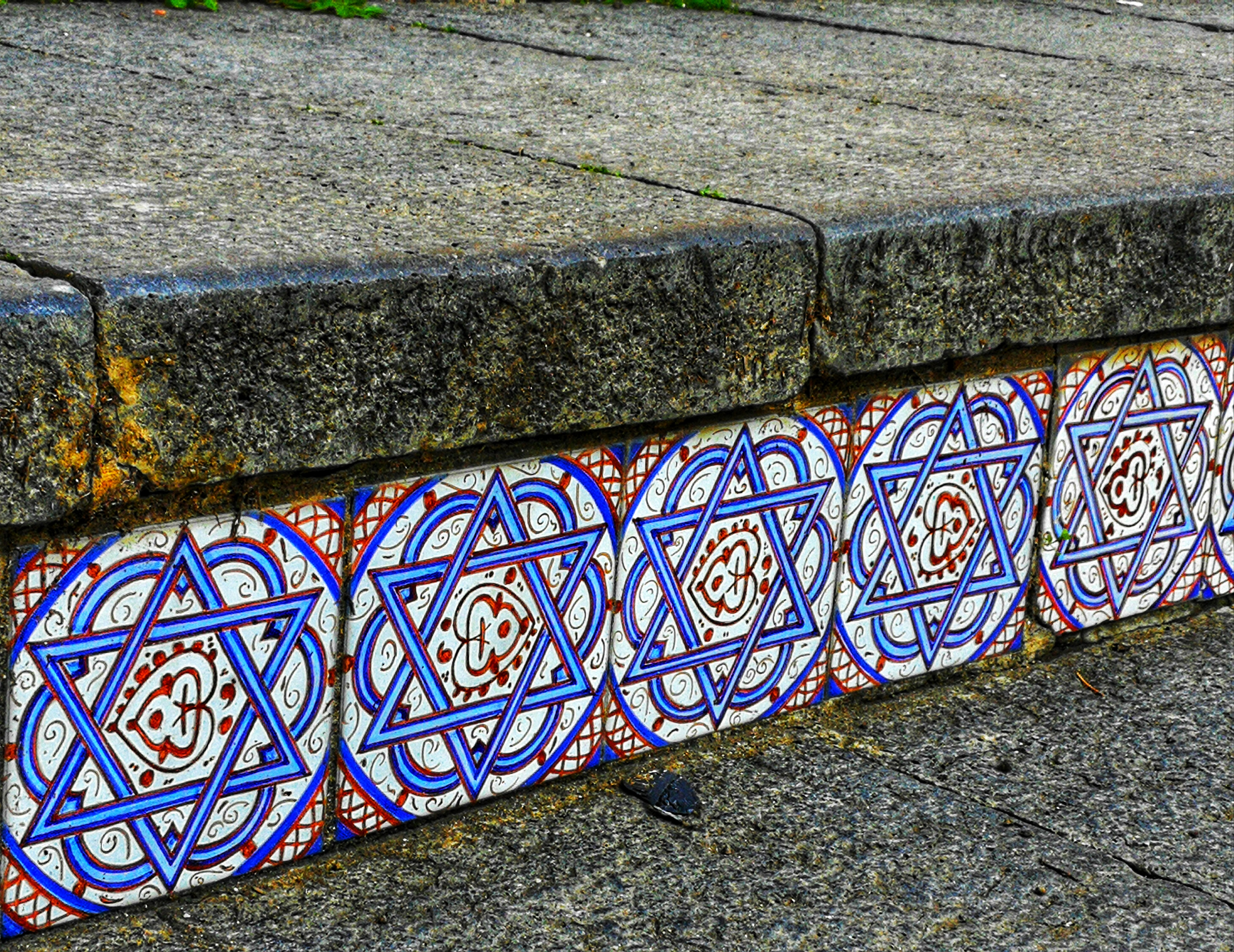
Piastrelle di Ceramica Caltagirone raffiguranti la stella di David

### Epoca classica e Medioevo
I dati archeologici acquisiti nelle campagne di scavi condotte da Paolo Orsi nel suolo caltagironese, confermano quanto incidentalmente scrisse il gesuita Giampaolo Chiarandà nella sua storia della città di Piazza Armerina. Lo scrittore, infatti, ammetteva che ivi l'arte della ceramica fosse stata anteriore alla venuta degli Arabi e che vi fosse esercitata da molti vasai.
Non è quindi nuova, né infondata, la comune affermazione che i ceramisti arabi, sin dall'827, a seguito della conquista musulmana dell'isola, si siano tosto stabiliti in questo centro ed abbiano piuttosto dato impulso all'arte ceramica, facendovi brillare i procedimenti tecnici da loro portati dall'Oriente. In particolare, l'invetriatura che soppianta in Occidente ogni residua tecnica ereditata dal mondo classico.
Le ragioni per cui la ceramica caltagironese ebbe notevole impulso nel medioevo sono da ricercare non solo nella buona qualità delle argille, ma anche nei vicini ed immensi boschi che fornivano la legna per la cottura dei manufatti nei forni ai numerosi ceramisti del luogo. Le quarare caltagironesi per contenere il miele erano note ovunque, al pari dell'industria del miele di cui parla il geografo arabo Edrisi. Esse sono citate anche negli inventari di beni lasciati in eredità, come quello del 1596 di Don Matteo Calascibetta, Barone di Costumino, abitante nella città di Piazza.

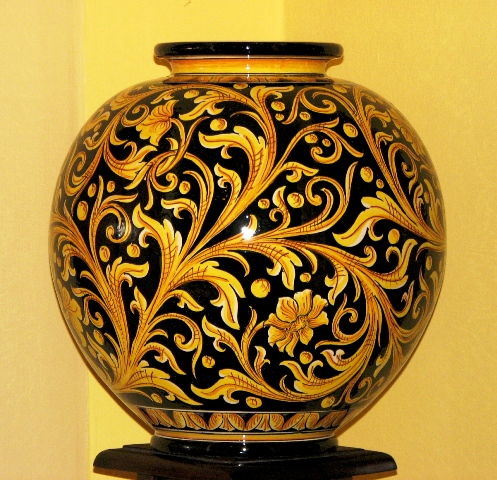
Un vaso in ceramica di Caltagirone

Che nel Medioevo il numero degli artigiani dediti all'industria del vasellame invetriato fosse rilevante è confermato dalla notizia fornitaci dal Francesco Aprile di fornaci sepolte da una frana nel 1346 sul fianco occidentale del castello e dell'esistenza, ai primi del Cinquecento, di un intero rione di maiolicari - distinto da quello dei comuni vasai - a fianco della chiesa di San Giuliano e dove nel 1576 sorse la chiesa di Sant'Agata: lì la maestranza, abbandonata la lontana cappella della Madonna del Salterio o del Rosario nella Chiesa madre, si raccolse prima di passare, nel secolo XVII, alla confraternita dell'Immacolata, nel vicino convento di San Francesco d'Assisi dei Padri Conventuali. Si sa altresì che questa maestranza, fiera dell'arte che esercitava, offriva al protettore della città, San Giacomo, dei paliotti d'altare fregiati di uno stemma che rappresentava un vasaio al tornio.

### Epoca moderna
Sebbene dai documenti scritti si rilevino molti nomi di ceramisti del Cinquecento con oltre cento officine di maiolicari attive, a causa del sisma del 1693, che sconvolse tutte le città della Sicilia orientale, sono pochissime le opere superstiti e soltanto il frammento di un bacile d'acquasantiera, conservato nel Museo Civico di Piazza Armerina, ci dà il nome dell'autore nella scritta che in esso si legge: la fonti la fichi m. joanelu di maulichi, vale a dire la fonte la fece maestro Jovannello Maurici: questi apparteneva ad una grande famiglia di maiolicari che verso la fine del Cinquecento s'estese nella lontana Burgio, nell'agrigentino, propagandovi l'arte della maiolica attraverso Matteo Maurici, nipote di Joannello, seguito da un nutrito gruppo di altri maiolicari caltagironesi, fra cui Pietro e Francesco Gangarella, Giacomo Sperlinga, Antonio Merlo, Giuseppe Savia, Bartolomeo Dandone.
Del Seicento si può dire altrettanto. Infatti, eccetto i significativi frammenti di pavimento datati 1621, opera di maestro Francesco Ragusa, e quelli dell'altro impiantito della seconda metà dello stesso secolo, del maestro Luciano Scarfia, rispettivamente conservati nelle chiese di Santa Maria di Gesù e dei Cappuccini (ed oggi al Museo Statale della Ceramica), il resto fu travolto dal terremoto dell'11 gennaio 1693, che cancellò nella parte orientale dell'isola quasi ogni traccia dell'attività plurisecolare delle officine ceramistiche caltagironesi.
Con l'avvento del nuovo secolo (1700) si ebbero palesi segni di ripresa anche per l'arte ceramica, che rifiorì sotto nuovi indirizzi artistici; Vennero fuori gli ornati a motivi floreali, a grandi volute e a disegni continuativi. Dalle fornaci caltagironesi uscirono vasi con ornati a rilievo e dipinti, acquasantiere, lavabi, paliotti d'altare, statuette, decorazioni architettoniche di prospetti di chiese, campanili e case private, pavimenti con ornati a grandi disegni. Tanti maestri vengono commissionati per la decorazione di luoghi privati e religiosi con la maiolica caltagironese: sono i Polizzi, i Dragotta, i Branciforti, i Bertolone, i Blandini, i Ventimiglia, i Capoccia, i Di Bartolo e altri.
Angelo o Michelangelo Mirasole, nativo d'Aragona (in provincia d'Agrigento), imparentato con la famiglia maiolicara dei Lo Nobile, realizza statue, mezzi busti e rivestimenti in maiolica come quello del Teatrino, ove collaborò pure il maiolicaro Ignazio Capoccia, autore dei più vasti pavimenti settecenteschi caltagironesi a grande disegno. Giacomo Bongiovanni (la cui nonna era sorella di Francesco ed Antonino Bertolone, abili maiolicari e plasticatori), tra la fine del secolo e i primi del decenni del nuovo, ispirandosi alle opere del trapanese Giovanni Matera, anima le sue figurine di terracotta di vita paesana, seguito nell'arte dal valente nipote Giuseppe Vaccaro. Sulla scia di questi maestri altri s'incamminarono dando all'arte delle figurine notevole impulso artistico e grande notorietà anche lontano. Basta citare Francesco Bonanno il quale, oltre che all'arte del Bongiovanni, s'ispirò alle incisioni di Bartolomeo Pinelli, specie in quelle scene che ritraggono soggetti di briganti.

### Epoca contemporanea
L'Ottocento, con l'uso del cemento nei pavimenti, col dilagare di terraglie continentali, di produzione seriale sul mercato isolano, dà un fatale colpo alla ceramica caltagironese che inizia la sua parabola discendente continuando a dibattersi fra gli antichi procedimenti tradizionali di vetuste botteghe prettamente artigianali.
In questo periodo comunque si ergono i nomi di Giuseppe Di Bartolo, ceramista pittore e plasticatore, e di Enrico Vella, abilissimo modellatore e progettista che, assieme a Gioacchino Ali, fecero assurgere la decorazione architettonica in terracotta, lasciando eccellenti esempi che ornano oggi la città, come nel monumentale cimitero, opera dell'architetto Gianbattista Nicastro. Questi maestri furono gli ultimi bagliori della ceramica caltagironese e con la loro scomparsa Caltagirone avrebbe cessato di essere annoverata fra le città produttrici di maioliche e terrecotte se non fosse per il sorgere di una Scuola di Ceramica per volontà di don Luigi Sturzo. Questa, innestata sulla vecchia tradizione ceramista, la continuò aggiornandola ai tempi.
Don Luigi Sturzo, raccolti gli ultimi rappresentanti di quella morente tradizione, fra cui il ceramista Gesualdo Di Bartolo, il figurinaio Giacomo Vaccaro ed il plasticatore Giuseppe Nicastro, aprì nel 1918, lottando contro remore ed incomprensioni, la Scuola di Ceramica, oggi divenuto Liceo Artistico, a cui fanno capo le forze più rappresentative dell'arte locale con fulgidi esempi di vitalità in realizzazioni di vasta portata, come quella del rivestimento maiolicato della monumentale Scalinata di Maria SS. del Monte in Caltagirone realizzata dalla Maioliche Artigianali Caltagironesi e che ha visto impegnati nell'esecuzione valenti allievi dell'Istituto come Gesualdo Aqueci, Francesco Iudice 1921-1977, Gesualdo Vittorio Nicoletti e Nicolò Porcelli.
Una filiazione diretta dell'Istituto può, a ragione, considerarsi il Museo Regionale della Ceramica, con una grande documentazione di cimeli ceramici d'ogni tempo, tra cui meritano attenzione le documentazioni ceramiche medievali, araba, normanna, sveva, aragonese e la ricchissima serie di mattonelle cinquecentesche e settecentesche raccolte nel rifacimento di pavimenti di chiese dopo i disastri dell'ultima guerra.

## Tipologie principali della produzione ceramica

### Le lucerne antropomorfe

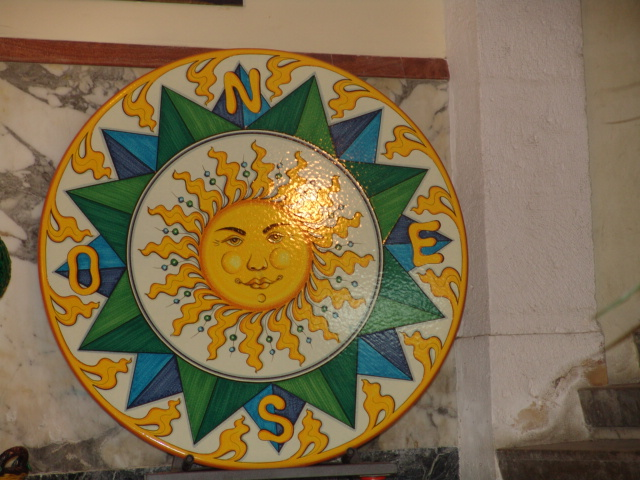
Esempio colori tipici della ceramica calatina.

È un tema che meriterebbe un'ampia trattazione, poiché gli oggetti in argomento hanno avuto larga e diversificata realizzazione nel tempo e nelle varie fabbriche dell'isola, in particolare a Caltagirone e Collesano.
Le lucerne furono comuni e indispensabili oggetti casalinghi fino a quando l'olio costituì il principale combustibile per far luce nelle abitazioni. Fino a tutto il secolo XIX, le lucerne ad olio furono presenti in ogni casa accanto ai candelieri alimentati da candele di cera o di sego; la loro produzione declinò con la comparsa del lume a petrolio e cessò del tutto con l'avvento della luce elettrica.
Nelle campagne, però, l'uso delle lucerne ad olio si protrasse a lungo. Nei palmenti e nei trappeti, esse erano preferite ai lumi a petrolio per il rischio di travaso di combustibile che l'impiego di questi ultimi comportava durante le operazioni di pigiatura e di torchiatura.
Ordinariamente, nelle case signorili le lucerne erano di bronzo o di rame su alto piede, mentre nelle case povere erano solitamente di ceramica o, più spesso, di terracotta. La foggia più comune e diffusa delle lucerne in terracotta era quella di una piccola vaschetta circolare col beccuccio all'orlo.

Nel Medioevo avvenne una prima trasformazione: alla vaschetta fu applicato un alto supporto, pur esso ricavato al tornio; ciò consentiva di tenere ben sollevata la fiammella e, al tempo stesso, dava posto nel fusto ad un'agevole presa, a mezzo di un'ansa, per il trasporto da un punto all'altro della casa.

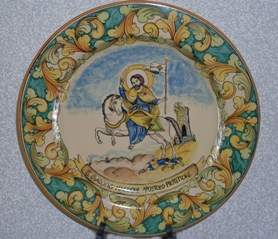
Fangotto raffigurante San Giacomo

Tale struttura rimase invariata nel tempo, soprattutto nelle fabbriche della Sicilia occidentale, quali Palermo, Sciacca e Trapani.
Una struttura assai diversa ebbero le lucerne in maiolica del secolo XVI nella Sicilia orientale, particolarmente nelle fabbriche di Caltagirone. Ivi la decorazione plastica, rifacendosi alla vecchia tradizione siceliota, s'aggiunge alla tornitura integrandola ed arricchendola. Vennero così fuori le lucerne antropomorfe.

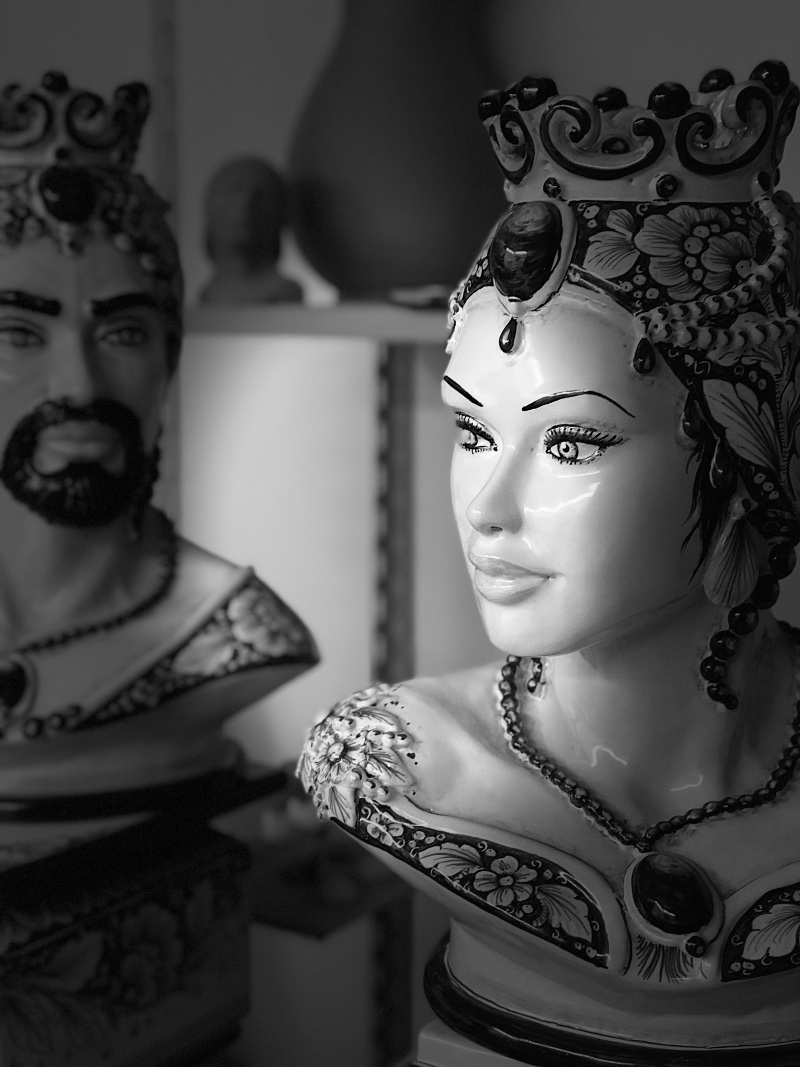
Vasi di ceramica antropomorfi chiamati Testa di Moro

L'idea della figurina-lucerna nacque dalla lucerna medievale rialzata su alto piede e con gli occhi accennati in pittura sui due risvolti ai fianchi del beccuccio della vaschetta. Indubbiamente dovette pure concorrere l'interesse del ceramista a studiare come impreziosire e far entrare negli ambienti signorili la ceramica, ritenuta materiale povero e solitamente poco accetto. La decorazione plastica attraverso eleganti figurine muliebri fu valido veicolo per il passaggio delle lucerne in ceramica dalle classi povere a quelle abbienti.
Le figurine-lucerne cinquecentesche in maiolica, rappresentanti esclusivamente nobildonne in pose da matrona, con un braccio al fianco e l'altro alla cintura, riccamente ornate di collane e diademi, sono sostanzialmente degli eleganti contenitori d'olio, atti a sostituire in pieno e con più autonomia di combustibile le lucerne metalliche. Infatti, nel loro corpo a forma di bottiglia troncoconica, originariamente ricavato al tornio e poi, in seguito alla modellatura frontale, a calco ma sempre vuoto internamente, era immerso un lungo lucignolo che usciva esternamente a tergo del diadema frontale. Per la capienza, la figurina-lucerna poteva far luce a lungo, ma per il peso era fastidiosa nel trasloco, e richiedeva notevole quantità d'olio quando era necessaria la presenza simultanea di più lucerne; inoltre ne era difficile e fastidiosa l'alimentazione, dovendosi rifornire d'olio attraverso il medesimo foro abbastanza stretto da cui passava il lucignolo.
Tale tipo di lucerna a stampo ebbe seguito per tutto il XVII secolo e dovette convivere nei salotti coi candelieri, decorati in maiolica ad uno o più bracci. Esemplari di questa figurina-lucerna, ma in semplice terracotta, provengono anche da Siracusa, il che denota la diffusione dell'oggetto e l'imitazione che se ne fece fuori, sia pure senza il rivestimento maiolicato.
Nel Settecento la figurina-lucerna subisce una notevole modifica che da una parte la riporta alle origini, cioè alla tornitura della forma e alla modellatura diretta, senza uso di calchi, dall'altra la rende più agevole al trasloco e più economica nell'utilizzo. Scompare, il pesante e capiente serbatoio e viene usata per contenere l'olio solo una piccola vaschetta ricavata nella testina della figurina. Detta figurina, vuota e senza fondo, ha alla base, esternamente, un bordo rialzato per l'eventuale raccolta d'olio eccedente o straripante dall'alto. Risulta evidente come con poco olio si potessero tener accese contemporaneamente tante lucerne. Va da sé che, non limitandosi la produzione nel Settecento all'unico soggetto cinquecentesco cioè alla damina, non fu difficile al maiolicaro caltagironese, versato com'era per tradizione alla decorazione plastica, ampliare il repertorio dei soggetti trattati nelle lucerne. Si ebbero così damine riccamente agghindate, gentiluomini con tube, monaci, preti, briganti, personaggi storici, tipi caratteristici, gendarmi e tanti altri soggetti tratti dall'ambiente nostrano e dalla vita comune. La ricca policromia usata sui luccicanti smalti consentì a questi soggetti d'entrare nelle case nobiliari e nei salotti, sostituendo pienamente le lucerne metalliche che al confronto, anche se più costose, si presentavano cromaticamente monotone e decorativamente squallide. Inoltre, la presenza di più lucerne d'altezza pressoché uguale (25 cm circa) ma di soggetto diverso e di colori vari costituiva invero una festa negli ambienti signorili ma anche e soprattutto nelle modeste abitazioni. L'uso di queste lucerne con i più svariati soggetti si diffuse ben presto in tutta l'isola e si ebbero, con qualche modifica e variazione, delle imitazioni soprattutto a Collesano. Tuttavia, ivi le lucerne antropomorfe furono prodotte solo invetriate in monocromia, verde ramina o manganese, e forse per questo non ebbero la diffusione delle lucerne caltagironesi.
Il periodo più fiorente per la produzione di lucerne antropomorfe fu l'Ottocento; operò quivi un abilissimo stovigliaio, inesauribile creatore di caratteristici tipi che ebbero larga richiesta nei mercati della Sicilia orientale: Giacomo Failla.
La moda delle lucerne antropomorfe nell'Ottocento non solo varcò la soglia dei palazzi nobiliari e v'arredò tavoli, angoliere, comò e pianoforti, ma penetrò anche con soggetti appropriati nei conventi e nei monasteri. La richiesta di oggetti si moltiplicò. Si plasmarono lucerne ad uno o più soggetti raffiguranti personaggi storici. Nelle case signorili gli antiquari hanno trovato, portato via e disperso intere collezioni di lucerne che oggi potrebbero arricchire prestigiosamente intere vetrine di pubblici musei.
È motivo difficile conoscere oggi l'intera serie dei soggetti delle figurine-lucerne prodotte dall'artigianato caltagironese. La più comune, e forse la più ricercata, lucerna antropomorfa è ed era la damina con ventaglio e veste a campana tutta merlettata a zone, che nel Settecento e nell'Ottocento sostituisce l'austera matrona del Cinquecento e del Seicento. A differenza di questa, decorata in blu con qualche tocco di giallo, quella settecentesca colpisce per la vivace policromia e costituisce uno dei più caratteristici e tipici oggetti usciti dalle mani del maiolicaro caltagironese. È forse questo che pur oggi, anche se ha perduto la sua funzione pratica, se ne fa larga richiesta, per cui non pochi ceramisti caltagironesi la includono fra i principali oggetti del loro repertorio produttivo.

### I fischietti
Appartiene alla preistoria la più antica presenza d'oggetti in terracotta col dispositivo sonoro. Nacquero più che come strumenti di trastullo per bambini, principalmente come oggetti utili nella caccia per il richiamo degli uccelli, per la segnalazione di presenze amichevoli od ostili e di pericoli, e pure, per il vario linguaggio sonoro, per accompagnare le manifestazioni di gioia e di dolore.
L'uomo primitivo se ne servì, fin dalla sua invenzione, per pratiche utilitarie e rituali, ma soprattutto per la sua sopravvivenza, quale strumento di segnalazione e d'avvertimento.
La presenza d'altri individui, d'animali feroci, l'imminenza d'incendi e di tempeste potevano essere comunicate attraverso segnali sonori dati con i fischi.
Anche oggi con i fischi si richiama l'attenzione degli uomini e degli animali e si dimostra il dissenso.
Il più antico strumento a fiato può considerarsi lo zufolo. Esso, oltre che di canna e di legno, può essere formato da un piccolo cilindro d'argilla ove sono praticati diversi fori ad intervalli; soffiandovi nell'imboccatura, l'aria che esce dai fori è modulata dalle dita che li otturano alternativamente. Solitamente viene attribuita al fischietto un'origine magico-rituale, ma in realtà non è nient'altro che un rudimentale strumento sonoro che dovette servire per vari usi.
Non va dimenticato che a Caltagirone si usava segnalare nel bosco il luogo di riunione per fare legna col suono della brogna, una grossa conchiglia in cui si soffiava dentro attraverso un beccuccio in essa collocato. Questo avveniva per la festa della Madonna dei Conadomini, quando i devoti, indirizzandosi verso il suono della brogna, trovavano facile di notte riunirsi in mezzo al bosco di Santo Pietro, nel posto stabilito per far legna da portare l'indomani in processione nella Chiesa madre.
Come documentazione del remoto uso dei fischietti, si può indicare un caratteristico oggetto preistorico che si trova nel locale Museo della Ceramica e che non era stato affatto capito prima di un intervento di restauro. Esso è composto da due vasetti d'argilla nerastra con decorazione graffita lineare, saldati insieme alle pance e comunicanti attraverso numerosi fori praticati nella stessa giuntura. Nel centro, esternamente comunicante con i due vasetti, è applicato un beccuccio che doveva servire per immettervi aria soffiandovi. Evidentemente nei due vasetti riempiti d'acqua, l'immissione d'aria attraverso il beccuccio doveva determinare un caratteristico gorgoglio, che probabilmente serviva per la caccia in mezzo ai boschi come richiamo per gli uccelli ed altri animali. Da questo strumento può ritenersi generato "u ruscignolu", cioè quel fischietto ad acqua tanto diffuso e tanto caro anche oggi ai bambini.

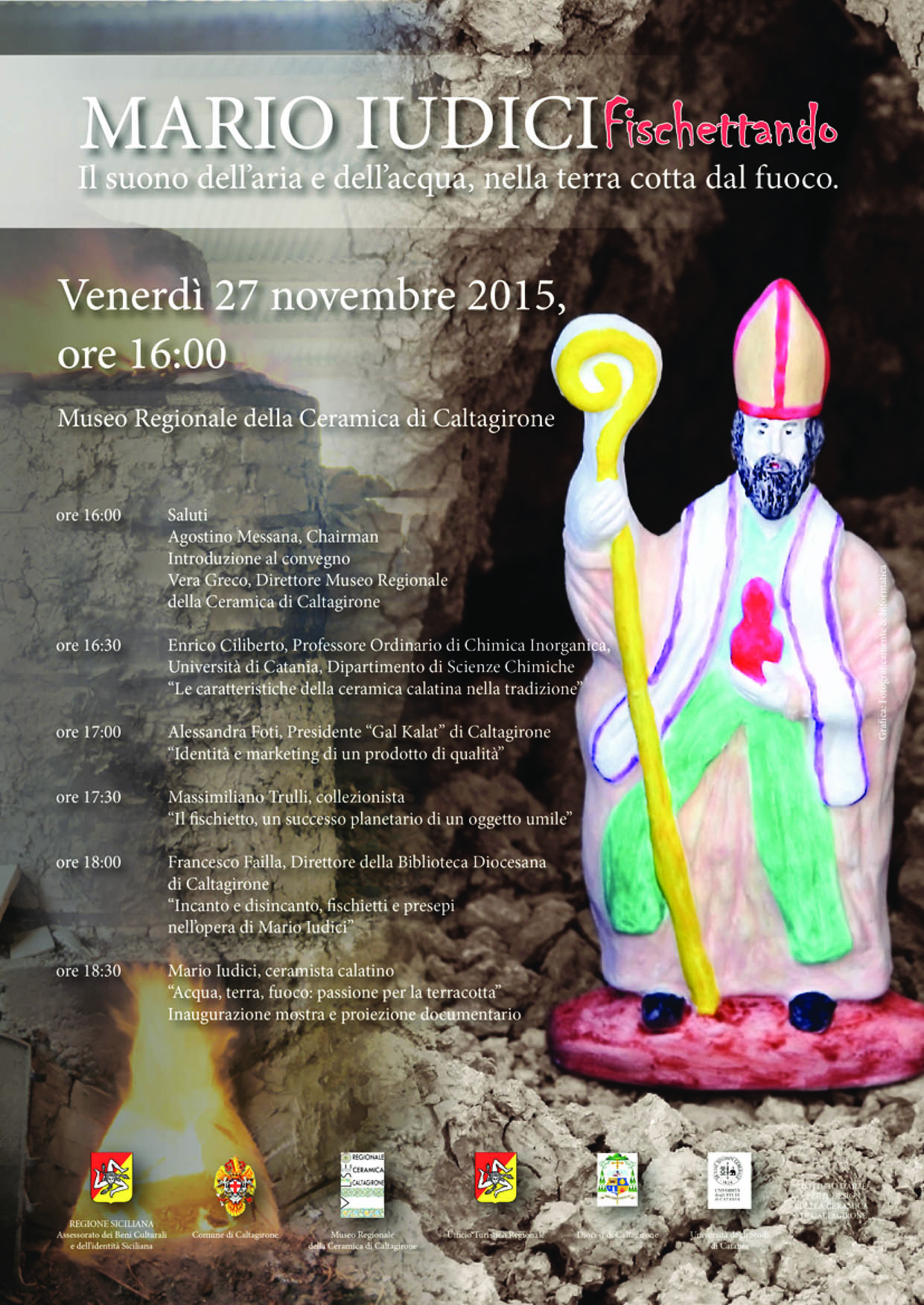
Mostra Fischietti

Certamente fu la scoperta d'altri oggetti più evoluti e sofisticati che lasciò il fischietto di terra nell'ambito dell'interesse puerile e al rango d'oggetto rustico destinato esclusivamente al trastullo dei bambini. Un tempo, i bambini nei giochi, simulando processioni e feste, si divertivano a suonare i fischietti per le strade e i vicoli, innervosendo gli animali da soma aggiogati ai carri ed anche i vecchietti che fuori della porta di casa si scaldavano al sole. Si ricordano ancora gli assordanti fischi dei fischietti di terra in mano ai ragazzi per la festa della Madonna dei Miracoli, dei Cappuccini e del Ponte nelle rispettive ricorrenze annuali.

### L'acquasantiera da capezzale
L'uso diffuso d'attingere acqua benedetta ha dato origine, oltre che alle pile nelle chiese, alle acquasantiere da capezzale atte a contenere acqua benedetta in casa, da usare durante le preghiere mattutine e serali da parte di tutti i componenti della famiglia. A questo rito erano iniziati specialmente i bambini che avevano le proprie acquasantiere nel capezzale con l'immagine dell'angelo custode. Anche nei conventi e nei monasteri venivano collocate acquasantiere nei luoghi interni di preghiera, come il coro e le cappelle. La religiosità delle antiche famiglie diede impulso all'uso delle acquasantiere da capezzale, generalmente a forma di piccola edicola con bacinella nella parte inferiore. Nei luoghi dove prosperò la ceramica si ebbero acquasantiere in maiolica, ma altrove se ne produssero anche d'avorio, di vetro e di metallo. Si ha localmente solo qualche esempio d'acquasantiera in semplice terracotta.
A Caltagirone, le più antiche acquasantiere maiolicate di cui si ha conoscenza sono del tardo Cinquecento e per lo più si tratta di frammenti recuperati in scavi casuali. Esse sono assai semplici, con bacinella emisferica decorata a squame e toccata in blu cinereo su fondo bianco smalto. Nella parte frontale dell'edicola si era soliti dipingere teste di cherubini o la croce, o qualche simbolo mariano. Più frequentemente l'edicola era lasciata libera per apporvi qualche immaginetta di devozione.
Più circostanziati i soggetti nelle acquasantiere secentesche. Per lo più vi figurano i santi protettori dei luoghi ove esse si producevano o si smerciavano. Le immagini entro l'edicola, spesso formata da colonnine, archivolto, e timpano, sono a rilievo e quasi sempre in unica tinta, in scuro manganese. La forma è abbastanza vistosa. La bacinella, nella parte inferiore, si presenta come una coppa tornita e sagomata assai sporgente. Non mancano acquasantiere di proporzioni più grandi delle normali, ma sempre realizzate in monocromia in scuro manganese spesso iridescente.
Nel Settecento l'acquasantiera raggiunse il suo massimo sviluppo artistico, attraverso elementi modellati e dipinti in monocromia o in squillante policromia. I santi devozionali che più vi si riscontrano sono la Vergine, Sant'Antonio di Padova, San Giacomo Maggiore, il Bambino Gesù, San Giovanni di Dio, il volto di Cristo, San Francesco di Paola, l'Angelo custode; non mancano simboli mariani e francescani. Fin dal tardo Seicento, da quando fu fondata la confraternita dell'Immacolata Concezione nell'Oratorio dei PP. Conventuali di San Francesco, a Caltagirone si ha una forte crescita devozionale nei confronti della Madonna, espressa anche negli oggetti d'uso comune prodotti dalla maestranza dei cannatari, incorporata nella predetta confraternita. Piatti, quartare, fruttiere ed acquasantiere riportano quasi sempre l'immagine della Madonna.
La confraternita comprendeva anche i vasciddari, ossia gli apicoltori, ed anche questi richiedevano alla maestranza dei cannatari recipienti con l'immagine e i simboli della Madonna e di San Francesco. La maggior parte dei cannatari proveniva dalla confraternita di Sant'Agata, per cui spesso era effigiata nei recipienti anche questa santa con le iniziali S.A. ai fianchi.
Ma i soggetti religiosi trattati nella decorazione non si limitano ai predetti. Sono presenti ancora Santa Lucia, Santa Chiara, San Giacomo, e perfino Santa Rosa da Viterbo, oltre ad angeli, teste di cherubini ed altri simboli, che si riscontrano nei lavabi delle sacrestie e sono pure comuni nelle acquasantiere da capezzale, patrimonio di quasi tutte le case. Sino ai giorni nostri sono state viste nelle case più umili artistiche acquasantiere da capezzale ormai finite nelle mani degli antiquari.
Nelle campagne le acquasantiere venivano applicate all'entrata delle abitazioni quasi per ricordare la necessità d'intingere le dita nell'acqua benedetta per allontanare col segno della croce i malefici, gli influssi demoniaci e proteggere la casa dai ladri.
Le acquasantiere popolari del tardo Settecento assomigliano frequentemente a quei ricchi e fastosi panieri di pasta dolce, che si usa fare nelle feste pasquali per il diletto dei bambini.

### Il presepe

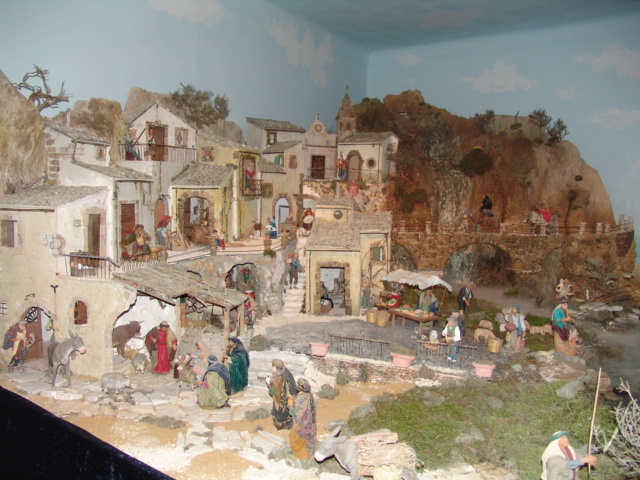
Presepe in terracotta.

Il primo presepe di cui si ha memoria risale al Natale del 1223. Fu San Francesco a chiedere agli abitanti di Greccio, paesino del Lazio, di prestarsi ad interpretare un presepe vivente. Da allora, sostituite le persone con figurine di terracotta, gesso o legno dipinto, l'usanza s'estese in molte regioni italiane per rievocare la venuta del Salvatore.
A Caltagirone, i primi esempi di figure di ceramica per il presepe risalgono probabilmente al Medioevo. Nel Settecento annoveriamo fra i santari, una vera e propria categoria d'artigiani che producevano statuine della Sacra Famiglia e dei santi per i presepi, Antonio Branciforte ed Antonio Margioglio. Sul finire del secolo, questa tradizione, diffusa in tutte le classi sociali, assurge ad alti livelli artistici. Inizia la produzione di statuine in terracotta policroma di Giuseppe, Salvatore e Giacomo Bongiovanni ed in particolare Bongiovanni Vaccaro, le cui produzioni hanno avuto riconoscimenti e premi in tutta Europa ed il privilegio d'essere esposte al British Museum di Londra e nel Museo di Monaco di Baviera.
Il presepe di Caltagirone è semplice, in sintonia con le sue origini francescane, che nulla hanno a che fare con la celebrazione del potere e dello stile di vita dei nobili e dei borghesi. Per tutto l'Ottocento Caltagirone pullula di botteghe artigiane che si specializzano dando ognuna il proprio contributo alle figure. Possedere un presepe di Caltagirone diventò per le famiglie e per le chiese un vanto, quasi uno status symbol.
Maestri in quest'arte, Francesco Bonanno, Giacomo Azzolina, Salvatore Morretta, Gaetano Blandini Vella, Giacomo Iudici 1884-1950 e il padre francescano Benedetto Papale, artigiano e ideatore di grandi presepi. Questa tradizione, tramandata di padre in figlio sino ai nostri giorni, è ancora viva nelle oltre cento botteghe artigiane della città.